# The Linda McCartney Story
The Linda McCartney Story è un film del 2000 diretto da Armand Mastroianni.
Film biografico ispirato al libro Linda McCartney: A Portait di Danny Fields, sulla figura di Linda McCartney e la sua vita con Paul McCartney, interpretato da Elizabeth Mitchell e Gary Bakewell.

## Trama
Nel 1995 Linda McCartney espone le sue foto scattate negli anni agli artisti rock del momento; con una serie di flashback si torna indietro a quegli anni quando la giovane Linda pur di affermarsi come fotografa non disdegnava flirtare con artisti come Jim Morrison e Mick Jagger. Tutto culmina il 15 maggio 1967 quando nel noto music club The Bag O'Nails nel quartiere di Soho a Londra Linda incontra Paul McCartney.

## Produzione
Film televisivo girato completamente a Vancouver (Canada) per la CBS, che lo mise in onda la prima volta il 21 maggio 2000. Bakewell ha precedentemente impersonato McCartney in Backbeat - Tutti hanno bisogno di amore, diretto nel 1994 da Iain Softley.